# Liste de communes françaises par superficie
Cet article donne des listes de communes françaises selon leur superficie.
La valeur de superficie prise comme référence pour les différents tableaux est la superficie cadastrale publiée par l'Insee qui est la superficie évaluée en 1975 par le service du cadastre (Direction Générale des Impôts), corrigée des modifications communales intervenues depuis 1975. Elle comprend « toutes les surfaces du domaine public et privé, cadastrées ou non cadastrées, à l'exception des lacs, étangs et glaciers de plus d'un kilomètre carré ainsi que des estuaires ». Cette superficie peut être différente de la superficie géodésique qui est relative à l'ensemble du territoire de la commune.

## Statistiques

### Répartition
Le tableau suivant donne la répartition des 34 826 communes de France métropolitaine (dont Paris) au 1er janvier 2022 en fonction de leur superficie.
| Superficie (en km2) | Nombre de communes | Pourcentage de communes |
| ------------------- | ------------------ | ----------------------- |
| 0 à 5               | 5 248              | 15,07 %                 |
| 5 à 10              | 10 581             | 30,38 %                 |
| 10 à 15             | 6 991              | 20,07 %                 |
| 15 à 20             | 4 094              | 11,76 %                 |
| 20 à 25             | 2 476              | 7,11 %                  |
| 25 à 30             | 1 632              | 4,69 %                  |
| 30 à 35             | 1 092              | 3,14 %                  |
| 35 à 40             | 710                | 2,04 %                  |
| 40 à 45             | 527                | 1,51 %                  |
| 45 à 50             | 357                | 1,03 %                  |
| 50 à 55             | 248                | 0,71 %                  |
| 55 à 60             | 156                | 0,45 %                  |
| 60 à 65             | 114                | 0,33 %                  |
| 65 à 70             | 103                | 0,30 %                  |
| 70 à 75             | 75                 | 0,22 %                  |
| 75 à 80             | 50                 | 0,14 %                  |
| 80 à 85             | 55                 | 0,16 %                  |
| 85 à 90             | 53                 | 0,15 %                  |
| 90 à 95             | 32                 | 0,09 %                  |
| 95 à 100            | 35                 | 0,10 %                  |
| 100 à 150           | 132                | 0,37 %                  |
| 150 et plus         | 65                 | 0,19 %                  |

### Départements
Le tableau suivant recense, pour chaque département ou collectivité d'outre-mer, la commune la moins étendue et la plus étendue. Paris n'est composée que d'une seule commune : la liste prend en compte les arrondissements. Saint-Barthélemy, Saint-Martin et Wallis-et-Futuna ne sont pas subdivisées en communes ; pour cette dernière, la liste considère les royaumes coutumiers. Les Terres australes et antarctiques françaises et l'île Clipperton, inhabitées et non découpées en communes, sont mentionnées à titre de référence.
| Département | Département                                 | Commune la moins étendue   | Commune la moins étendue | Commune la plus étendue            | Commune la plus étendue |
| no          | Nom                                         | Nom                        | Superficie(en km2)       | Nom                                | Superficie(en km2)      |
| ----------- | ------------------------------------------- | -------------------------- | ------------------------ | ---------------------------------- | ----------------------- |
| 01          | Ain                                         | Saint-Laurent-sur-Saône    | 0,53                     | Haut Valromey                      | 107,85                  |
| 02          | Aisne                                       | Le Catelet                 | 0,41                     | Sissonne                           | 53,53                   |
| 03          | Allier                                      | Le Montet                  | 1,77                     | Lurcy-Lévis                        | 71,42                   |
| 04          | Alpes-de-Haute-Provence                     | Saumane                    | 3,21                     | Saint-Paul-sur-Ubaye               | 205,55                  |
| 05          | Hautes-Alpes                                | Mont-Dauphin               | 0,58                     | Névache                            | 191,93                  |
| 06          | Alpes-Maritimes                             | Beaulieu-sur-Mer           | 0,95                     | Tende                              | 177,47                  |
| 07          | Ardèche                                     | Lalevade-d'Ardèche         | 2,27                     | Lagorce                            | 69,49                   |
| 08          | Ardennes                                    | La Moncelle                | 1,35                     | Signy-l'Abbaye                     | 62,03                   |
| 09          | Ariège                                      | Château-Verdun             | 0,79                     | Auzat                              | 162,74                  |
| 10          | Aube                                        | Fays-la-Chapelle           | 0,58                     | Aix-Villemaur-Pâlis                | 75,3                    |
| 11          | Aude                                        | Gramazie                   | 2                        | Narbonne                           | 172,96                  |
| 12          | Aveyron                                     | Boisse-Penchot             | 4,64                     | Sévérac d'Aveyron                  | 208,72                  |
| 13          | Bouches-du-Rhône                            | Mas-Blanc-des-Alpilles     | 1,57                     | Arles                              | 758,93                  |
| 14          | Calvados                                    | Plumetot                   | 1,23                     | Souleuvre en Bocage                | 187,28                  |
| 15          | Cantal                                      | Escorailles                | 2,79                     | Neuvéglise-sur-Truyère             | 125,23                  |
| 16          | Charente                                    | Fleurac                    | 2,17                     | Terres-de-Haute-Charente           | 86,65                   |
| 17          | Charente-Maritime                           | Île-d'Aix                  | 1,19                     | Marans                             | 82,49                   |
| 18          | Cher                                        | Chaumont                   | 2,11                     | Brinon-sur-Sauldre                 | 116,3                   |
| 19          | Corrèze                                     | La Roche-Canillac          | 3,02                     | Meymac                             | 87,15                   |
| 2A          | Corse-du-Sud                                | Campo                      | 3,3                      | Sartène                            | 200,4                   |
| 2B          | Haute-Corse                                 | Piazzali                   | 0,78                     | Calenzana                          | 182,77                  |
| 21          | Côte-d'Or                                   | Saint-Jean-de-Losne        | 0,58                     | Villiers-le-Duc                    | 84,34                   |
| 22          | Côtes-d'Armor                               | Moncontour                 | 0,48                     | Le Mené                            | 163,23                  |
| 23          | Creuse                                      | Boussac                    | 1,48                     | Gentioux-Pigerolles                | 79,29                   |
| 24          | Dordogne                                    | Monpazier                  | 0,53                     | Mareuil en Périgord                | 150,48                  |
| 25          | Doubs                                       | Blarians                   | 0,89                     | Besançon                           | 65,05                   |
| 26          | Drôme                                       | Ambonil                    | 1,23                     | Châtillon-en-Diois                 | 110,06                  |
| 27          | Eure                                        | La Ferrière-sur-Risle      | 0,24                     | Mesnil-en-Ouche                    | 165,4                   |
| 28          | Eure-et-Loir                                | Lormaye                    | 1,43                     | Vald'Yerre                         | 145,3                   |
| 29          | Finistère                                   | Île-de-Sein                | 0,6                      | Scaër                              | 117,58                  |
| 30          | Gard                                        | Massanes                   | 1,64                     | Nîmes                              | 161,85                  |
| 31          | Haute-Garonne                               | Trébons-de-Luchon          | 0,83                     | Toulouse                           | 118,3                   |
| 32          | Gers                                        | Sembouès                   | 2,65                     | Condom                             | 97,37                   |
| 33          | Gironde                                     | Castelmoron-d'Albret       | 0,04                     | Lacanau                            | 214,02                  |
| 34          | Hérault                                     | Jonquières                 | 2,05                     | Béziers                            | 95,48                   |
| 35          | Ille-et-Vilaine                             | Bécherel                   | 0,57                     | Paimpont                           | 110,28                  |
| 36          | Indre                                       | Saint-Benoît-du-Sault      | 1,8                      | Vendœuvres                         | 96,45                   |
| 37          | Indre-et-Loire                              | Montrésor                  | 0,98                     | Loché-sur-Indrois                  | 74,13                   |
| 38          | Isère                                       | Bressieux                  | 0,89                     | Saint-Christophe-en-Oisans         | 123,47                  |
| 39          | Jura                                        | Chêne-Sec                  | 0,76                     | Saint-Claude                       | 70,19                   |
| 40          | Landes                                      | Seyresse                   | 2,23                     | Biscarrosse                        | 160,48                  |
| 41          | Loir-et-Cher                                | Saint-Jacques-des-Guérets  | 1,81                     | Beauce la Romaine                  | 136,51                  |
| 42          | Loire                                       | Saint-Haon-le-Châtel       | 0,87                     | Saint-Étienne                      | 79,97                   |
| 43          | Haute-Loire                                 | Frugerès-les-Mines         | 1,08                     | Yssingeaux                         | 80,57                   |
| 44          | Loire-Atlantique                            | Le Temple-de-Bretagne      | 1,6                      | Vallons-de-l'Erdre                 | 189,21                  |
| 45          | Loiret                                      | Combleux                   | 1,1                      | La Ferté-Saint-Aubin               | 86,12                   |
| 46          | Lot                                         | Glanes                     | 2,72                     | Sousceyrac-en-Quercy               | 140,3                   |
| 47          | Lot-et-Garonne                              | Thouars-sur-Garonne        | 4,03                     | Villeneuve-sur-Lot                 | 81,32                   |
| 48          | Lozère                                      | Saint-Juéry                | 1,65                     | Pont de Montvert - Sud Mont Lozère | 167,34                  |
| 49          | Maine-et-Loire                              | Saint-Jean-de-la-Croix     | 1,83                     | Chemillé-en-Anjou                  | 323,98                  |
| 50          | Manche                                      | Barfleur                   | 0,6                      | La Hague                           | 148,68                  |
| 51          | Marne                                       | Magenta                    | 0,97                     | Sommepy-Tahure                     | 68,24                   |
| 52          | Haute-Marne                                 | Saint-Thiébault            | 0,61                     | Châteauvillain                     | 106,37                  |
| 53          | Mayenne                                     | Couptrain                  | 0,71                     | Vimartin-sur-Orthe                 | 71,92                   |
| 54          | Meurthe-et-Moselle                          | Laneuveville-derrière-Foug | 1,13                     | Val de Briey                       | 38,91                   |
| 55          | Meuse                                       | Le Neufour                 | 0,92                     | Clermont-en-Argonne                | 66,94                   |
| 56          | Morbihan                                    | La Roche-Bernard           | 0,43                     | Languidic                          | 109,08                  |
| 57          | Moselle                                     | Neufvillage                | 0,61                     | Saint-Quirin                       | 53,34                   |
| 58          | Nièvre                                      | Villiers-le-Sec            | 1,38                     | Donzy                              | 63,18                   |
| 59          | Nord                                        | Lannoy                     | 0,18                     | Locquignol                         | 97,55                   |
| 60          | Oise                                        | Janville                   | 0,94                     | Compiègne                          | 53,1                    |
| 61          | Orne                                        | Le Mêle-sur-Sarthe         | 0,62                     | Gouffern en Auge                   | 165,79                  |
| 62          | Pas-de-Calais                               | La Loge                    | 0,68                     | Oye-Plage                          | 33,86                   |
| 63          | Puy-de-Dôme                                 | Mauzun                     | 0,99                     | Besse-et-Saint-Anastaise           | 72,38                   |
| 64          | Pyrénées-Atlantiques                        | Bonloc                     | 1,02                     | Laruns                             | 248,96                  |
| 65          | Hautes-Pyrénées                             | Sainte-Marie               | 0,28                     | Gavarnie-Gèdre                     | 227,11                  |
| 66          | Pyrénées-Orientales                         | Mont-Louis                 | 0,39                     | Prats-de-Mollo-la-Preste           | 145,09                  |
| 67          | Bas-Rhin                                    | Schirrhoffen               | 0,63                     | Haguenau                           | 182,59                  |
| 68          | Haut-Rhin                                   | Husseren-les-Châteaux      | 1,2                      | Colmar                             | 66,57                   |
| 69          | Rhône                                       | Riverie                    | 0,42                     | Deux-Grosnes                       | 83,60                   |
| 70          | Haute-Saône                                 | Recologne                  | 1,15                     | Champlitte                         | 128,9                   |
| 71          | Saône-et-Loire                              | Châteauneuf                | 1,34                     | Issy-l'Évêque                      | 71,13                   |
| 72          | Sarthe                                      | Bourg-le-Roi               | 0,36                     | Villeneuve-en-Perseigne            | 86,70                   |
| 73          | Savoie                                      | Conjux                     | 1,7                      | Val-Cenis                          | 408,05                  |
| 74          | Haute-Savoie                                | Ambilly                    | 1,25                     | Fillière                           | 119,41                  |
| 75          | Paris                                       | 2e arrondissement          | 0,99                     | 16e arrondissement                 | 16,37                   |
| 76          | Seine-Maritime                              | La Bouille                 | 1,27                     | Petit-Caux                         | 91,11                   |
| 77          | Seine-et-Marne                              | Nanteuil-sur-Marne         | 1,25                     | Fontainebleau                      | 172,05                  |
| 78          | Yvelines                                    | Flins-Neuve-Église         | 1,23                     | Saint-Germain-en-Laye              | 51,94                   |
| 79          | Deux-Sèvres                                 | Puihardy                   | 1,18                     | Bressuire                          | 180,59                  |
| 80          | Somme                                       | Saint-Léger-sur-Bresle     | 1,09                     | Crécy-en-Ponthieu                  | 56,55                   |
| 81          | Tarn                                        | Combefa                    | 2,93                     | Montredon-Labessonnié              | 110,88                  |
| 82          | Tarn-et-Garonne                             | Glatens                    | 2,31                     | Montauban                          | 135,17                  |
| 83          | Var                                         | Les Salles-sur-Verdon      | 4,97                     | Signes                             | 133,1                   |
| 84          | Vaucluse                                    | Saint-Pantaléon            | 0,78                     | Sault                              | 111,15                  |
| 85          | Vendée                                      | Mallièvre                  | 0,2                      | Montaigu-Vendée                    | 116,65                  |
| 86          | Vienne                                      | Croutelle                  | 1,48                     | Boivre-la-Vallée                   | 117,41                  |
| 87          | Haute-Vienne                                | Mortemart                  | 3,6                      | Val-d'Oire-et-Gartempe             | 121,46                  |
| 88          | Vosges                                      | Nonzeville                 | 1,62                     | Le Val-d'Ajol                      | 73,33                   |
| 89          | Yonne                                       | Vincelottes                | 1,85                     | Charny Orée de Puisaye             | 230,4                   |
| 90          | Territoire de Belfort                       | Bourg-sous-Châtelet        | 0,84                     | Lepuix                             | 29,69                   |
| 91          | Essonne                                     | Villiers-sur-Orge          | 1,78                     | Étampes                            | 40,92                   |
| 92          | Hauts-de-Seine                              | Vanves                     | 1,56                     | Rueil-Malmaison                    | 14,7                    |
| 93          | Seine-Saint-Denis                           | Le Pré-Saint-Gervais       | 0,7                      | Tremblay-en-France                 | 22,44                   |
| 94          | Val-de-Marne                                | Saint-Mandé                | 0,92                     | Vitry-sur-Seine                    | 11,67                   |
| 95          | Val-d'Oise                                  | Vaudherland                | 0,09                     | Luzarches                          | 20,49                   |
| 971         | Guadeloupe                                  | Pointe-à-Pitre             | 2,66                     | Petit-Bourg                        | 129,88                  |
| 972         | Martinique                                  | Bellefontaine              | 11,89                    | Le Lamentin                        | 62,32                   |
| 973         | Guyane                                      | Cayenne                    | 23,6                     | Maripasoula                        | 18 360                  |
| 974         | La Réunion                                  | Le Port                    | 16,62                    | Saint-Paul                         | 241,28                  |
| 975         | Saint-Pierre-et-Miquelon                    | Saint-Pierre               | 25                       | Miquelon-Langlade                  | 205                     |
| 977         | Saint-Barthélemy                            | Saint-Barthélemy           | 24                       | Saint-Barthélemy                   | 24                      |
| 978         | Saint-Martin                                | Saint-Martin               | 53,2                     | Saint-Martin                       | 53,2                    |
| 984         | Terres australes et antarctiques françaises | Îles Éparses               | 44                       | Terre Adélie                       | 432 000                 |
| 986         | Wallis-et-Futuna                            | Sigave                     | 21                       | Uvea                               | 96                      |
| 987         | Polynésie française                         | Pukapuka                   | 5                        | Nuku-Hiva                          | 387,8                   |
| 988         | Nouvelle-Calédonie                          | Farino                     | 48                       | Yaté                               | 1 338,4                 |
| 989         | Île Clipperton                              | Île Clipperton             | 1,7                      | Île Clipperton                     | 1,7                     |

## Listes

### Communes les plus étendues (Outre-mer compris)
Le tableau suivant recense les communes françaises de plus de 250 km2 existant au 1er janvier 2022, classées par superficie décroissante. Sur 52 communes, 26 sont situées en Nouvelle-Calédonie, 18 en Guyane, 6 en France métropolitaine et 2 en Polynésie française.
| Rang | Commune                  | Département         | Superficie(km2) |
| ---- | ------------------------ | ------------------- | --------------- |
| 1    | Maripasoula              | Guyane              | 18 360          |
| 2    | Régina                   | Guyane              | 12 130          |
| 3    | Camopi                   | Guyane              | 10 030          |
| 4    | Mana                     | Guyane              | 6 332,6         |
| 5    | Saint-Élie               | Guyane              | 5 680           |
| 6    | Saint-Laurent-du-Maroni  | Guyane              | 4 830           |
| 7    | Saül                     | Guyane              | 4 475           |
| 8    | Roura                    | Guyane              | 3 902,5         |
| 9    | Iracoubo                 | Guyane              | 2 762           |
| 10   | Papaichton               | Guyane              | 2 628           |
| 11   | Saint-Georges            | Guyane              | 2 320           |
| 12   | Kourou                   | Guyane              | 2 160           |
| 13   | Grand-Santi              | Guyane              | 2 112           |
| 14   | Apatou                   | Guyane              | 2 020           |
| 15   | Sinnamary                | Guyane              | 1 340           |
| 16   | Yaté                     | Nouvelle-Calédonie  | 1 338,4         |
| 17   | Lifou                    | Nouvelle-Calédonie  | 1 207,1         |
| 18   | Ouanary                  | Guyane              | 1 080           |
| 19   | Hienghène                | Nouvelle-Calédonie  | 1 068,8         |
| 20   | Thio                     | Nouvelle-Calédonie  | 997,6           |
| 21   | Houaïlou                 | Nouvelle-Calédonie  | 940,6           |
| 22   | Boulouparis              | Nouvelle-Calédonie  | 865,6           |
| 23   | Poya                     | Nouvelle-Calédonie  | 845,8           |
| 24   | Voh                      | Nouvelle-Calédonie  | 804,9           |
| 25   | Bourail                  | Nouvelle-Calédonie  | 797,6           |
| 26   | Arles                    | Bouches-du-Rhône    | 758,93          |
| 27   | Kaala-Gomen              | Nouvelle-Calédonie  | 718,2           |
| 28   | Ponérihouen              | Nouvelle-Calédonie  | 707,3           |
| 29   | Païta                    | Nouvelle-Calédonie  | 699,7           |
| 30   | Pouembout                | Nouvelle-Calédonie  | 674,3           |
| 31   | Poindimié                | Nouvelle-Calédonie  | 673,1           |
| 32   | Ouégoa                   | Nouvelle-Calédonie  | 656,8           |
| 33   | Le Mont-Dore             | Nouvelle-Calédonie  | 643             |
| 34   | Maré                     | Nouvelle-Calédonie  | 641,7           |
| 35   | Montsinéry-Tonnegrande   | Guyane              | 600             |
| 36   | Koumac                   | Nouvelle-Calédonie  | 550             |
| 37   | Poum                     | Nouvelle-Calédonie  | 469,4           |
| 38   | La Foa                   | Nouvelle-Calédonie  | 464             |
| 39   | Canala                   | Nouvelle-Calédonie  | 438,7           |
| 40   | Val-Cenis                | Savoie              | 408,05          |
| 41   | Nuku Hiva                | Polynésie française | 387             |
| 42   | Kouaoua                  | Nouvelle-Calédonie  | 383             |
| 43   | Macouria                 | Guyane              | 377,5           |
| 44   | Saintes-Maries-de-la-Mer | Bouches-du-Rhône    | 374,61          |
| 45   | Koné                     | Nouvelle-Calédonie  | 373,6           |
| 46   | Chemillé-en-Anjou        | Maine-et-Loire      | 323,98          |
| 47   | Moindou                  | Nouvelle-Calédonie  | 321,9           |
| 48   | Hiva Oa                  | Polynésie française | 316             |
| 49   | Noyant-Villages          | Maine-et-Loire      | 299,45          |
| 50   | Touho                    | Nouvelle-Calédonie  | 278             |
| 51   | Baugé-en-Anjou           | Maine-et-Loire      | 268,16          |
| 52   | Dumbéa                   | Nouvelle-Calédonie  | 254,6           |

### Communes les plus étendues (France métropolitaine)
Le tableau suivant recense les communes de France métropolitaine de plus de 100 km2 existant au 1er janvier 2022, classées par superficie décroissante.
| Nom                                | Code Insee | Région                     | Département             | Superficie (km2) | Population (dernière pop. légale) | Densité (hab./km2) | Modifier                                    |
| ---------------------------------- | ---------- | -------------------------- | ----------------------- | ---------------- | --------------------------------- | ------------------ | ------------------------------------------- |
| Arles                              | 13004      | Provence-Alpes-Côte d'Azur | Bouches-du-Rhône        | 758,93           | 51 156 (2022)                     | 67                 | modifier les données · modifier les données |
| Val-Cenis                          | 73290      | Auvergne-Rhône-Alpes       | Savoie                  | 408,05           | 2 092 (2022)                      | 5,1                | modifier les données · modifier les données |
| Saintes-Maries-de-la-Mer           | 13096      | Provence-Alpes-Côte d'Azur | Bouches-du-Rhône        | 374,61           | 2 278 (2022)                      | 6,1                | modifier les données · modifier les données |
| Chemillé-en-Anjou                  | 49092      | Pays de la Loire           | Maine-et-Loire          | 323,98           | 21 550 (2022)                     | 67                 | modifier les données · modifier les données |
| Noyant-Villages                    | 49228      | Pays de la Loire           | Maine-et-Loire          | 299,45           | 5 473 (2022)                      | 18                 | modifier les données · modifier les données |
| Baugé-en-Anjou                     | 49018      | Pays de la Loire           | Maine-et-Loire          | 268,16           | 11 747 (2022)                     | 44                 | modifier les données · modifier les données |
| Laruns                             | 64320      | Nouvelle-Aquitaine         | Pyrénées-Atlantiques    | 248,96           | 1 178 (2022)                      | 4,7                | modifier les données · modifier les données |
| Segré-en-Anjou Bleu                | 49331      | Pays de la Loire           | Maine-et-Loire          | 241,54           | 17 617 (2022)                     | 73                 | modifier les données · modifier les données |
| Marseille                          | 13055      | Provence-Alpes-Côte d'Azur | Bouches-du-Rhône        | 240,62           | 877 215 (2022)                    | 3 646              | modifier les données · modifier les données |
| Beaupréau-en-Mauges                | 49023      | Pays de la Loire           | Maine-et-Loire          | 230,45           | 23 887 (2022)                     | 104                | modifier les données · modifier les données |
| Charny Orée de Puisaye             | 89086      | Bourgogne-Franche-Comté    | Yonne                   | 230,40           | 4 854 (2022)                      | 21                 | modifier les données · modifier les données |
| Gavarnie-Gèdre                     | 65192      | Occitanie                  | Hautes-Pyrénées         | 227,11           | 341 (2022)                        | 1,5                | modifier les données · modifier les données |
| Les Belleville                     | 73257      | Auvergne-Rhône-Alpes       | Savoie                  | 226,84           | 3 488 (2022)                      | 15                 | modifier les données · modifier les données |
| Saint-Martin-de-Crau               | 13097      | Provence-Alpes-Côte d'Azur | Bouches-du-Rhône        | 214,87           | 13 962 (2022)                     | 65                 | modifier les données · modifier les données |
| Lacanau                            | 33214      | Nouvelle-Aquitaine         | Gironde                 | 214,02           | 5 389 (2022)                      | 25                 | modifier les données · modifier les données |
| Sèvremoine                         | 49301      | Pays de la Loire           | Maine-et-Loire          | 213,07           | 25 764 (2022)                     | 121                | modifier les données · modifier les données |
| Sévérac d'Aveyron                  | 12270      | Occitanie                  | Aveyron                 | 208,72           | 4 044 (2022)                      | 19                 | modifier les données · modifier les données |
| Saint-Paul-sur-Ubaye               | 04193      | Provence-Alpes-Côte d'Azur | Alpes-de-Haute-Provence | 205,55           | 195 (2022)                        | 0,95               | modifier les données · modifier les données |
| Ombrée d'Anjou                     | 49248      | Pays de la Loire           | Maine-et-Loire          | 202,16           | 8 811 (2022)                      | 44                 | modifier les données · modifier les données |
| Sartène                            | 2A272      | Corse                      | Corse-du-Sud            | 200,40           | 3 732 (2022)                      | 19                 | modifier les données · modifier les données |
| Montrevault-sur-Èvre               | 49218      | Pays de la Loire           | Maine-et-Loire          | 198,85           | 15 684 (2022)                     | 79                 | modifier les données · modifier les données |
| Névache                            | 05093      | Provence-Alpes-Côte d'Azur | Hautes-Alpes            | 191,93           | 360 (2022)                        | 1,9                | modifier les données · modifier les données |
| Mauges-sur-Loire                   | 49244      | Pays de la Loire           | Maine-et-Loire          | 191,87           | 18 514 (2022)                     | 96                 | modifier les données · modifier les données |
| Hourtin                            | 33203      | Nouvelle-Aquitaine         | Gironde                 | 190,50           | 4 028 (2022)                      | 21                 | modifier les données · modifier les données |
| Vallons-de-l'Erdre                 | 44180      | Pays de la Loire           | Loire-Atlantique        | 188,96           | 6 625 (2022)                      | 35                 | modifier les données · modifier les données |
| Souleuvre en Bocage                | 14061      | Normandie                  | Calvados                | 187,28           | 8 643 (2022)                      | 46                 | modifier les données · modifier les données |
| Dévoluy                            | 05139      | Provence-Alpes-Côte d'Azur | Hautes-Alpes            | 186,37           | 885 (2022)                        | 4,7                | modifier les données · modifier les données |
| Aix-en-Provence                    | 13001      | Provence-Alpes-Côte d'Azur | Bouches-du-Rhône        | 186,08           | 147 933 (2022)                    | 795                | modifier les données · modifier les données |
| Calenzana                          | 2B049      | Corse                      | Haute-Corse             | 182,77           | 2 571 (2022)                      | 14                 | modifier les données · modifier les données |
| Haguenau                           | 67180      | Grand Est                  | Bas-Rhin                | 182,59           | 36 070 (2022)                     | 198                | modifier les données · modifier les données |
| Livarot-Pays-d'Auge                | 14371      | Normandie                  | Calvados                | 180,83           | 6 183 (2022)                      | 34                 | modifier les données · modifier les données |
| Bressuire                          | 79049      | Nouvelle-Aquitaine         | Deux-Sèvres             | 180,59           | 19 860 (2022)                     | 110                | modifier les données · modifier les données |
| La Teste-de-Buch                   | 33529      | Nouvelle-Aquitaine         | Gironde                 | 180,20           | 27 141 (2022)                     | 151                | modifier les données · modifier les données |
| Bourg-Saint-Maurice                | 73054      | Auvergne-Rhône-Alpes       | Savoie                  | 179,07           | 7 228 (2022)                      | 40                 | modifier les données · modifier les données |
| Lys-Haut-Layon                     | 49373      | Pays de la Loire           | Maine-et-Loire          | 178,86           | 7 722 (2022)                      | 43                 | modifier les données · modifier les données |
| Tende                              | 06163      | Provence-Alpes-Côte d'Azur | Alpes-Maritimes         | 177,47           | 1 898 (2022)                      | 11                 | modifier les données · modifier les données |
| Carcans                            | 33097      | Nouvelle-Aquitaine         | Gironde                 | 175,40           | 2 415 (2022)                      | 14                 | modifier les données · modifier les données |
| Saint-Étienne-de-Tinée             | 06120      | Provence-Alpes-Côte d'Azur | Alpes-Maritimes         | 173,81           | 1 269 (2022)                      | 7,3                | modifier les données · modifier les données |
| Narbonne                           | 11262      | Occitanie                  | Aude                    | 172,96           | 56 692 (2022)                     | 328                | modifier les données · modifier les données |
| Fontainebleau                      | 77186      | Île-de-France              | Seine-et-Marne          | 172,05           | 15 787 (2022)                     | 92                 | modifier les données · modifier les données |
| Porto-Vecchio                      | 2A247      | Corse                      | Corse-du-Sud            | 168,65           | 11 536 (2022)                     | 68                 | modifier les données · modifier les données |
| Millau                             | 12145      | Occitanie                  | Aveyron                 | 168,23           | 21 859 (2022)                     | 130                | modifier les données · modifier les données |
| Pont de Montvert - Sud Mont Lozère | 48116      | Occitanie                  | Lozère                  | 167,34           | 537 (2022)                        | 3,2                | modifier les données · modifier les données |
| Mont Lozère et Goulet              | 48027      | Occitanie                  | Lozère                  | 166,21           | 1 107 (2022)                      | 6,7                | modifier les données · modifier les données |
| Gouffern en Auge                   | 61474      | Normandie                  | Orne                    | 165,79           | 3 644 (2022)                      | 22                 | modifier les données · modifier les données |
| Prads-Haute-Bléone                 | 04155      | Provence-Alpes-Côte d'Azur | Alpes-de-Haute-Provence | 165,64           | 174 (2022)                        | 1,1                | modifier les données · modifier les données |
| Mesnil-en-Ouche                    | 27049      | Normandie                  | Eure                    | 165,40           | 4 441 (2022)                      | 27                 | modifier les données · modifier les données |
| Le Mené                            | 22046      | Bretagne                   | Côtes-d'Armor           | 163,23           | 6 420 (2022)                      | 39                 | modifier les données · modifier les données |
| Auzat                              | 09030      | Occitanie                  | Ariège                  | 162,74           | 562 (2022)                        | 3,5                | modifier les données · modifier les données |
| Nîmes                              | 30189      | Occitanie                  | Gard                    | 161,85           | 150 444 (2022)                    | 930                | modifier les données · modifier les données |
| Biscarrosse                        | 40046      | Nouvelle-Aquitaine         | Landes                  | 160,48           | 15 412 (2022)                     | 96                 | modifier les données · modifier les données |
| Sabres                             | 40246      | Nouvelle-Aquitaine         | Landes                  | 160,13           | 1 191 (2022)                      | 7,4                | modifier les données · modifier les données |
| Luxey                              | 40167      | Nouvelle-Aquitaine         | Landes                  | 160,07           | 653 (2022)                        | 4,1                | modifier les données · modifier les données |
| Massegros Causses Gorges           | 48094      | Occitanie                  | Lozère                  | 159,36           | 936 (2022)                        | 5,9                | modifier les données · modifier les données |
| Abriès-Ristolas                    | 05001      | Provence-Alpes-Côte d'Azur | Hautes-Alpes            | 159,31           | 379 (2022)                        | 2,4                | modifier les données · modifier les données |
| Valdallière                        | 14726      | Normandie                  | Calvados                | 157,94           | 5 692 (2022)                      | 36                 | modifier les données · modifier les données |
| Cauterets                          | 65138      | Occitanie                  | Hautes-Pyrénées         | 156,84           | 859 (2022)                        | 5,5                | modifier les données · modifier les données |
| Orée d'Anjou                       | 49126      | Pays de la Loire           | Maine-et-Loire          | 156,34           | 16 975 (2022)                     | 109                | modifier les données · modifier les données |
| Belin-Béliet                       | 33042      | Nouvelle-Aquitaine         | Gironde                 | 156,03           | 6 205 (2022)                      | 40                 | modifier les données · modifier les données |
| Aston                              | 09024      | Occitanie                  | Ariège                  | 153,80           | 193 (2022)                        | 1,3                | modifier les données · modifier les données |
| Saint-Gilles                       | 30258      | Occitanie                  | Gard                    | 153,73           | 14 427 (2022)                     | 94                 | modifier les données · modifier les données |
| Peyre en Aubrac                    | 48009      | Occitanie                  | Lozère                  | 153,30           | 2 304 (2022)                      | 15                 | modifier les données · modifier les données |
| Argences en Aubrac                 | 12223      | Occitanie                  | Aveyron                 | 151,78           | 1 597 (2022)                      | 11                 | modifier les données · modifier les données |
| Longny les Villages                | 61230      | Normandie                  | Orne                    | 151,76           | 2 826 (2022)                      | 19                 | modifier les données · modifier les données |
| Mareuil en Périgord                | 24253      | Nouvelle-Aquitaine         | Dordogne                | 150,48           | 2 316 (2022)                      | 15                 | modifier les données · modifier les données |
| Beaufort                           | 73034      | Auvergne-Rhône-Alpes       | Savoie                  | 149,53           | 1 994 (2022)                      | 13                 | modifier les données · modifier les données |
| Corte                              | 2B096      | Corse                      | Haute-Corse             | 149,27           | 7 737 (2022)                      | 52                 | modifier les données · modifier les données |
| Le Porge                           | 33333      | Nouvelle-Aquitaine         | Gironde                 | 149,03           | 3 418 (2022)                      | 23                 | modifier les données · modifier les données |
| La Hague                           | 50041      | Normandie                  | Manche                  | 148,68           | 11 444 (2022)                     | 77                 | modifier les données · modifier les données |
| Doué-en-Anjou                      | 49125      | Pays de la Loire           | Maine-et-Loire          | 148,55           | 11 227 (2022)                     | 76                 | modifier les données · modifier les données |
| Sore                               | 40307      | Nouvelle-Aquitaine         | Landes                  | 147,72           | 1 162 (2022)                      | 7,9                | modifier les données · modifier les données |
| Monts-de-Randon                    | 48127      | Occitanie                  | Lozère                  | 147,38           | 1 209 (2022)                      | 8,2                | modifier les données · modifier les données |
| Vald'Yerre                         | 28012      | Centre-Val de Loire        | Eure-et-Loir            | 145,30           | 3 608 (2022)                      | 25                 | modifier les données · modifier les données |
| Prats-de-Mollo-la-Preste           | 66150      | Occitanie                  | Pyrénées-Orientales     | 145,09           | 1 114 (2022)                      | 7,7                | modifier les données · modifier les données |
| Saint-Pierre-en-Auge               | 14654      | Normandie                  | Calvados                | 144,97           | 7 265 (2022)                      | 50                 | modifier les données · modifier les données |
| Gennes-Val-de-Loire                | 49261      | Pays de la Loire           | Maine-et-Loire          | 144,94           | 8 452 (2022)                      | 58                 | modifier les données · modifier les données |
| Vallouise-Pelvoux                  | 05101      | Provence-Alpes-Côte d'Azur | Hautes-Alpes            | 144,81           | 1 133 (2022)                      | 7,8                | modifier les données · modifier les données |
| Gorges du Tarn Causses             | 48146      | Occitanie                  | Lozère                  | 144,22           | 901 (2022)                        | 6,2                | modifier les données · modifier les données |
| Les Hauts-d'Anjou                  | 49080      | Pays de la Loire           | Maine-et-Loire          | 143,36           | 8 712 (2022)                      | 61                 | modifier les données · modifier les données |
| Pissos                             | 40227      | Nouvelle-Aquitaine         | Landes                  | 140,75           | 1 483 (2022)                      | 11                 | modifier les données · modifier les données |
| Sousceyrac-en-Quercy               | 46311      | Occitanie                  | Lot                     | 140,30           | 1 335 (2022)                      | 9,5                | modifier les données · modifier les données |
| Vire Normandie                     | 14762      | Normandie                  | Calvados                | 138,52           | 17 411 (2022)                     | 126                | modifier les données · modifier les données |
| Bonifacio                          | 2A041      | Corse                      | Corse-du-Sud            | 138,36           | 3 269 (2022)                      | 24                 | modifier les données · modifier les données |
| Morcenx-la-Nouvelle                | 40197      | Nouvelle-Aquitaine         | Landes                  | 138,30           | 5 005 (2022)                      | 36                 | modifier les données · modifier les données |
| Salles                             | 33498      | Nouvelle-Aquitaine         | Gironde                 | 137,98           | 8 128 (2022)                      | 59                 | modifier les données · modifier les données |
| Valloire                           | 73306      | Auvergne-Rhône-Alpes       | Savoie                  | 137,48           | 1 074 (2022)                      | 7,8                | modifier les données · modifier les données |
| Mios                               | 33284      | Nouvelle-Aquitaine         | Gironde                 | 137,41           | 11 756 (2022)                     | 86                 | modifier les données · modifier les données |
| Saint-Laurent-Médoc                | 33424      | Nouvelle-Aquitaine         | Gironde                 | 136,55           | 4 950 (2022)                      | 36                 | modifier les données · modifier les données |
| Beauce la Romaine                  | 41173      | Centre-Val de Loire        | Loir-et-Cher            | 136,51           | 3 350 (2022)                      | 25                 | modifier les données · modifier les données |
| Lanton                             | 33229      | Nouvelle-Aquitaine         | Gironde                 | 136,19           | 7 315 (2022)                      | 54                 | modifier les données · modifier les données |
| Uvernet-Fours                      | 04226      | Provence-Alpes-Côte d'Azur | Alpes-de-Haute-Provence | 135,44           | 502 (2022)                        | 3,7                | modifier les données · modifier les données |
| Montauban                          | 82121      | Occitanie                  | Tarn-et-Garonne         | 135,17           | 62 487 (2022)                     | 462                | modifier les données · modifier les données |
| Galéria                            | 2B121      | Corse                      | Haute-Corse             | 135,16           | 388 (2022)                        | 2,9                | modifier les données · modifier les données |
| La Léchère                         | 73187      | Auvergne-Rhône-Alpes       | Savoie                  | 134,54           | 2 536 (2022)                      | 19                 | modifier les données · modifier les données |
| Zonza                              | 2A362      | Corse                      | Corse-du-Sud            | 134,46           | 2 869 (2022)                      | 21                 | modifier les données · modifier les données |
| Rion-des-Landes                    | 40243      | Nouvelle-Aquitaine         | Landes                  | 134,06           | 3 115 (2022)                      | 23                 | modifier les données · modifier les données |
| Brantôme en Périgord               | 24064      | Nouvelle-Aquitaine         | Dordogne                | 133,33           | 3 748 (2022)                      | 28                 | modifier les données · modifier les données |
| Carentan-les-Marais                | 50099      | Normandie                  | Manche                  | 133,29           | 10 220 (2022)                     | 77                 | modifier les données · modifier les données |
| Signes                             | 83127      | Provence-Alpes-Côte d'Azur | Var                     | 133,10           | 3 126 (2022)                      | 23                 | modifier les données · modifier les données |
| Hyères                             | 83069      | Provence-Alpes-Côte d'Azur | Var                     | 132,38           | 55 384 (2022)                     | 418                | modifier les données · modifier les données |
| Onesse-Laharie                     | 40210      | Nouvelle-Aquitaine         | Landes                  | 132,13           | 1 057 (2022)                      | 8,0                | modifier les données · modifier les données |
| La Ferté-en-Ouche                  | 61167      | Normandie                  | Orne                    | 131,69           | 2 960 (2022)                      | 22                 | modifier les données · modifier les données |
| Lamballe-Armor                     | 22093      | Bretagne                   | Côtes-d'Armor           | 130,65           | 16 911 (2022)                     | 129                | modifier les données · modifier les données |
| Val d'Erdre-Auxence                | 49183      | Pays de la Loire           | Maine-et-Loire          | 130,24           | 4 967 (2022)                      | 38                 | modifier les données · modifier les données |
| Champlitte                         | 70122      | Bourgogne-Franche-Comté    | Haute-Saône             | 128,90           | 1 601 (2022)                      | 12                 | modifier les données · modifier les données |
| Bessans                            | 73040      | Auvergne-Rhône-Alpes       | Savoie                  | 128,08           | 352 (2022)                        | 2,7                | modifier les données · modifier les données |
| Sainte-Hélène                      | 33417      | Nouvelle-Aquitaine         | Gironde                 | 127,87           | 3 068 (2022)                      | 24                 | modifier les données · modifier les données |
| Valensole                          | 04230      | Provence-Alpes-Côte d'Azur | Alpes-de-Haute-Provence | 127,77           | 3 151 (2022)                      | 25                 | modifier les données · modifier les données |
| Méolans-Revel                      | 04161      | Provence-Alpes-Côte d'Azur | Alpes-de-Haute-Provence | 127,74           | 323 (2022)                        | 2,5                | modifier les données · modifier les données |
| Bastelica                          | 2A031      | Corse                      | Corse-du-Sud            | 127,69           | 517 (2022)                        | 4,0                | modifier les données · modifier les données |
| La Grave                           | 05063      | Provence-Alpes-Côte d'Azur | Hautes-Alpes            | 126,91           | 479 (2022)                        | 3,8                | modifier les données · modifier les données |
| Larrau                             | 64316      | Nouvelle-Aquitaine         | Pyrénées-Atlantiques    | 126,80           | 185 (2022)                        | 1,5                | modifier les données · modifier les données |
| Bagnères-de-Bigorre                | 65059      | Occitanie                  | Hautes-Pyrénées         | 125,86           | 7 060 (2022)                      | 56                 | modifier les données · modifier les données |
| Bayons                             | 04023      | Provence-Alpes-Côte d'Azur | Alpes-de-Haute-Provence | 125,75           | 202 (2022)                        | 1,6                | modifier les données · modifier les données |
| Santo-Pietro-di-Tenda              | 2B314      | Corse                      | Haute-Corse             | 125,66           | 339 (2022)                        | 2,7                | modifier les données · modifier les données |
| Neuvéglise-sur-Truyère             | 15142      | Auvergne-Rhône-Alpes       | Cantal                  | 125,23           | 1 689 (2022)                      | 13                 | modifier les données · modifier les données |
| Mesnils-sur-Iton                   | 27198      | Normandie                  | Eure                    | 125,03           | 6 142 (2022)                      | 49                 | modifier les données · modifier les données |
| Ghisoni                            | 2B124      | Corse                      | Haute-Corse             | 124,60           | 194 (2022)                        | 1,6                | modifier les données · modifier les données |
| Saint-Christophe-en-Oisans         | 38375      | Auvergne-Rhône-Alpes       | Isère                   | 123,47           | 98 (2022)                         | 0,79               | modifier les données · modifier les données |
| Asco                               | 2B023      | Corse                      | Haute-Corse             | 122,81           | 116 (2022)                        | 0,94               | modifier les données · modifier les données |
| Val-d'Oire-et-Gartempe             | 87028      | Nouvelle-Aquitaine         | Haute-Vienne            | 121,46           | 1 712 (2022)                      | 14                 | modifier les données · modifier les données |
| Manso                              | 2B153      | Corse                      | Haute-Corse             | 121,02           | 117 (2022)                        | 0,97               | modifier les données · modifier les données |
| Brissac Loire Aubance              | 49050      | Pays de la Loire           | Maine-et-Loire          | 120,89           | 11 000 (2022)                     | 91                 | modifier les données · modifier les données |
| Mauléon                            | 79079      | Nouvelle-Aquitaine         | Deux-Sèvres             | 120,64           | 8 585 (2022)                      | 71                 | modifier les données · modifier les données |
| Saint-Jean-d'Illac                 | 33422      | Nouvelle-Aquitaine         | Gironde                 | 120,58           | 9 702 (2022)                      | 80                 | modifier les données · modifier les données |
| Fillière                           | 74282      | Auvergne-Rhône-Alpes       | Haute-Savoie            | 119,41           | 9 812 (2022)                      | 82                 | modifier les données · modifier les données |
| Captieux                           | 33095      | Nouvelle-Aquitaine         | Gironde                 | 119,33           | 1 382 (2022)                      | 12                 | modifier les données · modifier les données |
| Cloyes-les-Trois-Rivières          | 28103      | Centre-Val de Loire        | Eure-et-Loir            | 119,19           | 5 601 (2022)                      | 47                 | modifier les données · modifier les données |
| Sixt-Fer-à-Cheval                  | 74273      | Auvergne-Rhône-Alpes       | Haute-Savoie            | 119,07           | 728 (2022)                        | 6,1                | modifier les données · modifier les données |
| Toulouse                           | 31555      | Occitanie                  | Haute-Garonne           | 118,30           | 511 684 (2022)                    | 4 325              | modifier les données · modifier les données |
| Loireauxence                       | 44213      | Pays de la Loire           | Loire-Atlantique        | 118,28           | 7 509 (2022)                      | 63                 | modifier les données · modifier les données |
| Castellane                         | 04039      | Provence-Alpes-Côte d'Azur | Alpes-de-Haute-Provence | 117,79           | 1 454 (2022)                      | 12                 | modifier les données · modifier les données |
| Noues de Sienne                    | 14658      | Normandie                  | Calvados                | 117,58           | 4 236 (2022)                      | 36                 | modifier les données · modifier les données |
| Scaër                              | 29274      | Bretagne                   | Finistère               | 117,58           | 5 197 (2022)                      | 44                 | modifier les données · modifier les données |
| Boivre-la-Vallée                   | 86123      | Nouvelle-Aquitaine         | Vienne                  | 117,41           | 3 041 (2022)                      | 26                 | modifier les données · modifier les données |
| Digne-les-Bains                    | 04070      | Provence-Alpes-Côte d'Azur | Alpes-de-Haute-Provence | 117,07           | 17 694 (2022)                     | 151                | modifier les données · modifier les données |
| Argentonnay                        | 79013      | Nouvelle-Aquitaine         | Deux-Sèvres             | 117,04           | 3 229 (2022)                      | 28                 | modifier les données · modifier les données |
| Allos                              | 04006      | Provence-Alpes-Côte d'Azur | Alpes-de-Haute-Provence | 116,65           | 816 (2022)                        | 7,0                | modifier les données · modifier les données |
| Montaigu-Vendée                    | 85146      | Pays de la Loire           | Vendée                  | 116,65           | 20 754 (2022)                     | 178                | modifier les données · modifier les données |
| Chamonix-Mont-Blanc                | 74056      | Auvergne-Rhône-Alpes       | Haute-Savoie            | 116,53           | 8 673 (2022)                      | 74                 | modifier les données · modifier les données |
| Brinon-sur-Sauldre                 | 18037      | Centre-Val de Loire        | Cher                    | 116,30           | 972 (2022)                        | 8,4                | modifier les données · modifier les données |
| Mimizan                            | 40184      | Nouvelle-Aquitaine         | Landes                  | 114,83           | 7 449 (2022)                      | 65                 | modifier les données · modifier les données |
| Vexin-sur-Epte                     | 27213      | Normandie                  | Eure                    | 114,49           | 6 026 (2022)                      | 53                 | modifier les données · modifier les données |
| Aiguines                           | 83002      | Provence-Alpes-Côte d'Azur | Var                     | 114,33           | 272 (2022)                        | 2,4                | modifier les données · modifier les données |
| Istres                             | 13047      | Provence-Alpes-Côte d'Azur | Bouches-du-Rhône        | 113,73           | 44 044 (2022)                     | 387                | modifier les données · modifier les données |
| Loire-Authion                      | 49307      | Pays de la Loire           | Maine-et-Loire          | 113,66           | 16 588 (2022)                     | 146                | modifier les données · modifier les données |
| Lit-et-Mixe                        | 40157      | Nouvelle-Aquitaine         | Landes                  | 112,95           | 1 704 (2022)                      | 15                 | modifier les données · modifier les données |
| Collobrières                       | 83043      | Provence-Alpes-Côte d'Azur | Var                     | 112,68           | 1 813 (2022)                      | 16                 | modifier les données · modifier les données |
| Parentis-en-Born                   | 40217      | Nouvelle-Aquitaine         | Landes                  | 111,55           | 7 463 (2022)                      | 67                 | modifier les données · modifier les données |
| Ychoux                             | 40332      | Nouvelle-Aquitaine         | Landes                  | 111,28           | 2 342 (2022)                      | 21                 | modifier les données · modifier les données |
| Sault                              | 84123      | Provence-Alpes-Côte d'Azur | Vaucluse                | 111,15           | 1 348 (2022)                      | 12                 | modifier les données · modifier les données |
| Saint-Affrique                     | 12208      | Occitanie                  | Aveyron                 | 110,96           | 7 924 (2022)                      | 71                 | modifier les données · modifier les données |
| Montredon-Labessonnié              | 81182      | Occitanie                  | Tarn                    | 110,88           | 2 080 (2022)                      | 19                 | modifier les données · modifier les données |
| Gap                                | 05061      | Provence-Alpes-Côte d'Azur | Hautes-Alpes            | 110,43           | 40 656 (2022)                     | 368                | modifier les données · modifier les données |
| Paimpont                           | 35211      | Bretagne                   | Ille-et-Vilaine         | 110,28           | 1 778 (2022)                      | 16                 | modifier les données · modifier les données |
| Châtillon-en-Diois                 | 26086      | Auvergne-Rhône-Alpes       | Drôme                   | 110,06           | 659 (2022)                        | 6,0                | modifier les données · modifier les données |
| Vauvert                            | 30341      | Occitanie                  | Gard                    | 109,86           | 11 772 (2022)                     | 107                | modifier les données · modifier les données |
| Cervières                          | 05027      | Provence-Alpes-Côte d'Azur | Hautes-Alpes            | 109,68           | 189 (2022)                        | 1,7                | modifier les données · modifier les données |
| Val d'Oronaye                      | 04120      | Provence-Alpes-Côte d'Azur | Alpes-de-Haute-Provence | 109,45           | 98 (2022)                         | 0,90               | modifier les données · modifier les données |
| Nant                               | 12168      | Occitanie                  | Aveyron                 | 109,40           | 1 017 (2022)                      | 9,3                | modifier les données · modifier les données |
| Saugnac-et-Muret                   | 40295      | Nouvelle-Aquitaine         | Landes                  | 109,37           | 1 298 (2022)                      | 12                 | modifier les données · modifier les données |
| Languidic                          | 56101      | Bretagne                   | Morbihan                | 109,08           | 8 046 (2022)                      | 74                 | modifier les données · modifier les données |
| Thorame-Haute                      | 04219      | Provence-Alpes-Côte d'Azur | Alpes-de-Haute-Provence | 108,35           | 247 (2022)                        | 2,3                | modifier les données · modifier les données |
| Aragnouet                          | 65017      | Occitanie                  | Hautes-Pyrénées         | 108,29           | 286 (2022)                        | 2,6                | modifier les données · modifier les données |
| La Chapelle-en-Valgaudémar         | 05064      | Provence-Alpes-Côte d'Azur | Hautes-Alpes            | 108,02           | 114 (2022)                        | 1,1                | modifier les données · modifier les données |
| Haut Valromey                      | 01187      | Auvergne-Rhône-Alpes       | Ain                     | 121,88           | 777 (2022)                        | 6,4                | modifier les données · modifier les données |
| Jausiers                           | 04096      | Provence-Alpes-Côte d'Azur | Alpes-de-Haute-Provence | 107,73           | 1 142 (2022)                      | 11                 | modifier les données · modifier les données |
| Le Barp                            | 33029      | Nouvelle-Aquitaine         | Gironde                 | 107,32           | 5 713 (2022)                      | 53                 | modifier les données · modifier les données |
| Salbris                            | 41232      | Centre-Val de Loire        | Loir-et-Cher            | 106,61           | 4 880 (2022)                      | 46                 | modifier les données · modifier les données |
| Châteauvillain                     | 52114      | Grand Est                  | Haute-Marne             | 106,37           | 1 512 (2022)                      | 14                 | modifier les données · modifier les données |
| Nançay                             | 18159      | Centre-Val de Loire        | Cher                    | 106,33           | 768 (2022)                        | 7,2                | modifier les données · modifier les données |
| Saint-Symphorien                   | 33484      | Nouvelle-Aquitaine         | Gironde                 | 106,29           | 1 825 (2022)                      | 17                 | modifier les données · modifier les données |
| Conques-en-Rouergue                | 12218      | Occitanie                  | Aveyron                 | 106,23           | 1 555 (2022)                      | 15                 | modifier les données · modifier les données |
| Plateau d'Hauteville               | 01185      | Auvergne-Rhône-Alpes       | Ain                     | 106,11           | 4 790 (2022)                      | 45                 | modifier les données · modifier les données |
| Roquebrune-sur-Argens              | 83107      | Provence-Alpes-Côte d'Azur | Var                     | 106,10           | 15 006 (2022)                     | 141                | modifier les données · modifier les données |
| Guémené-Penfao                     | 44067      | Pays de la Loire           | Loire-Atlantique        | 105,51           | 5 242 (2022)                      | 50                 | modifier les données · modifier les données |
| Saint-Antonin-Noble-Val            | 82155      | Occitanie                  | Tarn-et-Garonne         | 105,46           | 1 951 (2022)                      | 18                 | modifier les données · modifier les données |
| Paris                              | 75         | Île-de-France              | Paris                   | 105,40           | 2 113 705 (2022)                  | 20 054             | modifier les données · modifier les données |
| Meyrueis                           | 48096      | Occitanie                  | Lozère                  | 104,68           | 778 (2022)                        | 7,4                | modifier les données · modifier les données |
| Plessé                             | 44128      | Pays de la Loire           | Loire-Atlantique        | 104,38           | 5 281 (2022)                      | 51                 | modifier les données · modifier les données |
| La Canourgue                       | 48034      | Occitanie                  | Lozère                  | 104,29           | 2 095 (2022)                      | 20                 | modifier les données · modifier les données |
| Bassillac et Auberoche             | 24026      | Nouvelle-Aquitaine         | Dordogne                | 103,26           | 4 365 (2022)                      | 42                 | modifier les données · modifier les données |
| Mézidon Vallée d'Auge              | 14431      | Normandie                  | Calvados                | 103,18           | 9 678 (2022)                      | 94                 | modifier les données · modifier les données |
| Éole-en-Beauce                     | 28406      | Centre-Val de Loire        | Eure-et-Loir            | 102,86           | 1 240 (2022)                      | 12                 | modifier les données · modifier les données |
| Lesperon                           | 40152      | Nouvelle-Aquitaine         | Landes                  | 102,81           | 1 030 (2022)                      | 10                 | modifier les données · modifier les données |
| Escource                           | 40094      | Nouvelle-Aquitaine         | Landes                  | 102,74           | 799 (2022)                        | 7,8                | modifier les données · modifier les données |
| Losse                              | 40158      | Nouvelle-Aquitaine         | Landes                  | 102,69           | 282 (2022)                        | 2,7                | modifier les données · modifier les données |
| Fontrieu                           | 81062      | Occitanie                  | Tarn                    | 102,62           | 954 (2022)                        | 9,3                | modifier les données · modifier les données |
| Fréjus                             | 83061      | Provence-Alpes-Côte d'Azur | Var                     | 102,27           | 58 499 (2022)                     | 572                | modifier les données · modifier les données |
| Blain                              | 44015      | Pays de la Loire           | Loire-Atlantique        | 101,72           | 10 352 (2022)                     | 102                | modifier les données · modifier les données |
| Vendays-Montalivet                 | 33540      | Nouvelle-Aquitaine         | Gironde                 | 101,46           | 2 820 (2022)                      | 28                 | modifier les données · modifier les données |
| Saint-Yrieix-la-Perche             | 87187      | Nouvelle-Aquitaine         | Haute-Vienne            | 100,98           | 6 873 (2022)                      | 68                 | modifier les données · modifier les données |
| Arrens-Marsous                     | 65032      | Occitanie                  | Hautes-Pyrénées         | 100,55           | 696 (2022)                        | 6,9                | modifier les données · modifier les données |
| Le Controis-en-Sologne             | 41059      | Centre-Val de Loire        | Loir-et-Cher            | 100,41           | 6 787 (2022)                      | 68                 | modifier les données · modifier les données |
| Soustons                           | 40310      | Nouvelle-Aquitaine         | Landes                  | 100,38           | 8 445 (2022)                      | 84                 | modifier les données · modifier les données |
| Figari                             | 2A114      | Corse                      | Corse-du-Sud            | 100,22           | 1 742 (2022)                      | 17                 | modifier les données · modifier les données |
| Sainte-Foy-Tarentaise              | 73232      | Auvergne-Rhône-Alpes       | Savoie                  | 100,15           | 690 (2022)                        | 6,9                | modifier les données · modifier les données |

### Communes les moins étendues
Le tableau suivant recense les communes de France métropolitaine de moins d'1 km2 existant au 1er janvier 2022, classées par superficie croissante.
| Nom                     | Code Insee | Région                     | Département           | Superficie (km2) | Population (dernière pop. légale) | Densité (hab./km2) | Modifier                                    |
| ----------------------- | ---------- | -------------------------- | --------------------- | ---------------- | --------------------------------- | ------------------ | ------------------------------------------- |
| Castelmoron-d'Albret    | 33103      | Nouvelle-Aquitaine         | Gironde               | 0,04             | 51 (2022)                         | 1 275              | modifier les données · modifier les données |
| Vaudherland             | 95633      | Île-de-France              | Val-d'Oise            | 0,09             | 102 (2022)                        | 1 133              | modifier les données · modifier les données |
| Lannoy                  | 59332      | Hauts-de-France            | Nord                  | 0,18             | 1 791 (2022)                      | 9 950              | modifier les données · modifier les données |
| Mallièvre               | 85134      | Pays de la Loire           | Vendée                | 0,20             | 240 (2022)                        | 1 200              | modifier les données · modifier les données |
| La Ferrière-sur-Risle   | 27240      | Normandie                  | Eure                  | 0,24             | 201 (2022)                        | 838                | modifier les données · modifier les données |
| Sainte-Marie            | 65391      | Occitanie                  | Hautes-Pyrénées       | 0,28             | 59 (2022)                         | 211                | modifier les données · modifier les données |
| Bourg-le-Roi            | 72043      | Pays de la Loire           | Sarthe                | 0,36             | 335 (2022)                        | 931                | modifier les données · modifier les données |
| Mont-Louis              | 66117      | Occitanie                  | Pyrénées-Orientales   | 0,39             | 150 (2022)                        | 385                | modifier les données · modifier les données |
| Le Catelet              | 02143      | Hauts-de-France            | Aisne                 | 0,41             | 185 (2022)                        | 451                | modifier les données · modifier les données |
| Riverie                 | 69166      | Auvergne-Rhône-Alpes       | Rhône                 | 0,42             | 307 (2022)                        | 731                | modifier les données · modifier les données |
| La Roche-Bernard        | 56195      | Bretagne                   | Morbihan              | 0,43             | 720 (2022)                        | 1 674              | modifier les données · modifier les données |
| Moncontour              | 22153      | Bretagne                   | Côtes-d'Armor         | 0,48             | 742 (2022)                        | 1 546              | modifier les données · modifier les données |
| Sainte-Foy-la-Grande    | 33402      | Nouvelle-Aquitaine         | Gironde               | 0,51             | 2 561 (2022)                      | 5 022              | modifier les données · modifier les données |
| Saint-Laurent-sur-Saône | 01370      | Auvergne-Rhône-Alpes       | Ain                   | 0,53             | 1 735 (2022)                      | 3 274              | modifier les données · modifier les données |
| Monpazier               | 24280      | Nouvelle-Aquitaine         | Dordogne              | 0,53             | 442 (2022)                        | 834                | modifier les données · modifier les données |
| Sassis                  | 65411      | Occitanie                  | Hautes-Pyrénées       | 0,53             | 72 (2022)                         | 136                | modifier les données · modifier les données |
| Thuy                    | 65443      | Occitanie                  | Hautes-Pyrénées       | 0,53             | 18 (2022)                         | 34                 | modifier les données · modifier les données |
| Vieux-Port              | 27686      | Normandie                  | Eure                  | 0,57             | 50 (2022)                         | 88                 | modifier les données · modifier les données |
| Bécherel                | 35022      | Bretagne                   | Ille-et-Vilaine       | 0,57             | 685 (2022)                        | 1 202              | modifier les données · modifier les données |
| Mont-Dauphin            | 05082      | Provence-Alpes-Côte d'Azur | Hautes-Alpes          | 0,58             | 169 (2022)                        | 291                | modifier les données · modifier les données |
| Fays-la-Chapelle        | 10147      | Grand Est                  | Aube                  | 0,58             | 120 (2022)                        | 207                | modifier les données · modifier les données |
| Saint-Jean-de-Losne     | 21554      | Bourgogne-Franche-Comté    | Côte-d'Or             | 0,58             | 1 001 (2022)                      | 1 726              | modifier les données · modifier les données |
| Île-de-Sein             | 29083      | Bretagne                   | Finistère             | 0,60             | 280 (2022)                        | 467                | modifier les données · modifier les données |
| Barfleur                | 50030      | Normandie                  | Manche                | 0,60             | 545 (2022)                        | 908                | modifier les données · modifier les données |
| Saint-Thiébault         | 52455      | Grand Est                  | Haute-Marne           | 0,61             | 250 (2022)                        | 410                | modifier les données · modifier les données |
| Neufvillage             | 57501      | Grand Est                  | Moselle               | 0,61             | 48 (2022)                         | 79                 | modifier les données · modifier les données |
| Le Mêle-sur-Sarthe      | 61258      | Normandie                  | Orne                  | 0,62             | 659 (2022)                        | 1 063              | modifier les données · modifier les données |
| Schirrhoffen            | 67450      | Grand Est                  | Bas-Rhin              | 0,63             | 800 (2022)                        | 1 270              | modifier les données · modifier les données |
| La Loge                 | 62521      | Hauts-de-France            | Pas-de-Calais         | 0,68             | 218 (2022)                        | 321                | modifier les données · modifier les données |
| Le Pré-Saint-Gervais    | 93061      | Île-de-France              | Seine-Saint-Denis     | 0,70             | 16 733 (2022)                     | 23 904             | modifier les données · modifier les données |
| Couptrain               | 53080      | Pays de la Loire           | Mayenne               | 0,71             | 114 (2022)                        | 161                | modifier les données · modifier les données |
| Sainte-Ruffine          | 57624      | Grand Est                  | Moselle               | 0,71             | 605 (2022)                        | 852                | modifier les données · modifier les données |
| Margency                | 95369      | Île-de-France              | Val-d'Oise            | 0,72             | 2 954 (2022)                      | 4 103              | modifier les données · modifier les données |
| Les Noës-près-Troyes    | 10265      | Grand Est                  | Aube                  | 0,73             | 3 260 (2022)                      | 4 466              | modifier les données · modifier les données |
| Île-Molène              | 29084      | Bretagne                   | Finistère             | 0,75             | 166 (2022)                        | 221                | modifier les données · modifier les données |
| Lugagnan                | 65291      | Occitanie                  | Hautes-Pyrénées       | 0,75             | 163 (2022)                        | 217                | modifier les données · modifier les données |
| Chêne-Sec               | 39140      | Bourgogne-Franche-Comté    | Jura                  | 0,76             | 39 (2022)                         | 51                 | modifier les données · modifier les données |
| Gouzangrez              | 95282      | Île-de-France              | Val-d'Oise            | 0,77             | 151 (2021)                        | 196                | modifier les données · modifier les données |
| Piazzali                | 2B216      | Corse                      | Haute-Corse           | 0,78             | 19 (2022)                         | 24                 | modifier les données · modifier les données |
| Saint-Pantaléon         | 84114      | Provence-Alpes-Côte d'Azur | Vaucluse              | 0,78             | 207 (2022)                        | 265                | modifier les données · modifier les données |
| Château-Verdun          | 09096      | Occitanie                  | Ariège                | 0,79             | 41 (2022)                         | 52                 | modifier les données · modifier les données |
| Estarvielle             | 65171      | Occitanie                  | Hautes-Pyrénées       | 0,82             | 34 (2022)                         | 41                 | modifier les données · modifier les données |
| Trébons-de-Luchon       | 31559      | Occitanie                  | Haute-Garonne         | 0,83             | 8 (2022)                          | 9,6                | modifier les données · modifier les données |
| Bourg-sous-Châtelet     | 90016      | Bourgogne-Franche-Comté    | Territoire de Belfort | 0,84             | 120 (2022)                        | 143                | modifier les données · modifier les données |
| Locquénolé              | 29132      | Bretagne                   | Finistère             | 0,85             | 792 (2022)                        | 932                | modifier les données · modifier les données |
| Castéra-Lanusse         | 65132      | Occitanie                  | Hautes-Pyrénées       | 0,86             | 45 (2022)                         | 52                 | modifier les données · modifier les données |
| Les Cabannes            | 09070      | Occitanie                  | Ariège                | 0,87             | 330 (2022)                        | 379                | modifier les données · modifier les données |
| Saint-Haon-le-Châtel    | 42232      | Auvergne-Rhône-Alpes       | Loire                 | 0,87             | 630 (2022)                        | 724                | modifier les données · modifier les données |
| Bâgé-le-Châtel          | 01026      | Auvergne-Rhône-Alpes       | Ain                   | 0,88             | 987 (2022)                        | 1 122              | modifier les données · modifier les données |
| Vougeot                 | 21716      | Bourgogne-Franche-Comté    | Côte-d'Or             | 0,88             | 153 (2022)                        | 174                | modifier les données · modifier les données |
| Lhez                    | 65272      | Occitanie                  | Hautes-Pyrénées       | 0,88             | 76 (2022)                         | 86                 | modifier les données · modifier les données |
| Blarians                | 25065      | Bourgogne-Franche-Comté    | Doubs                 | 0,89             | 55 (2022)                         | 62                 | modifier les données · modifier les données |
| Bressieux               | 38056      | Auvergne-Rhône-Alpes       | Isère                 | 0,89             | 91 (2022)                         | 102                | modifier les données · modifier les données |
| Le Plessis-Luzarches    | 95493      | Île-de-France              | Val-d'Oise            | 0,90             | 140 (2022)                        | 156                | modifier les données · modifier les données |
| Urs                     | 09320      | Occitanie                  | Ariège                | 0,91             | 27 (2022)                         | 30                 | modifier les données · modifier les données |
| Le Neufour              | 55379      | Grand Est                  | Meuse                 | 0,92             | 54 (2022)                         | 59                 | modifier les données · modifier les données |
| Saint-Mandé             | 94067      | Île-de-France              | Val-de-Marne          | 0,92             | 21 223 (2022)                     | 23 068             | modifier les données · modifier les données |
| Hesdin                  | 62447      | Hauts-de-France            | Pas-de-Calais         | 0,93             | 2 225 (2022)                      | 2 392              | modifier les données · modifier les données |
| Le Wast                 | 62880      | Hauts-de-France            | Pas-de-Calais         | 0,93             | 203 (2022)                        | 218                | modifier les données · modifier les données |
| Lagrange                | 90060      | Bourgogne-Franche-Comté    | Territoire de Belfort | 0,93             | 139 (2022)                        | 149                | modifier les données · modifier les données |
| Beauregard              | 01030      | Auvergne-Rhône-Alpes       | Ain                   | 0,94             | 826 (2022)                        | 879                | modifier les données · modifier les données |
| Janville                | 60323      | Hauts-de-France            | Oise                  | 0,94             | 635 (2022)                        | 676                | modifier les données · modifier les données |
| Beaulieu-sur-Mer        | 06011      | Provence-Alpes-Côte d'Azur | Alpes-Maritimes       | 0,95             | 3 835 (2022)                      | 4 037              | modifier les données · modifier les données |
| Mesnil-la-Comtesse      | 10235      | Grand Est                  | Aube                  | 0,95             | 56 (2022)                         | 59                 | modifier les données · modifier les données |
| Magenta                 | 51663      | Grand Est                  | Marne                 | 0,97             | 1 686 (2022)                      | 1 738              | modifier les données · modifier les données |
| Créchets                | 65154      | Occitanie                  | Hautes-Pyrénées       | 0,97             | 46 (2022)                         | 47                 | modifier les données · modifier les données |
| Montrésor               | 37157      | Centre-Val de Loire        | Indre-et-Loire        | 0,98             | 313 (2022)                        | 319                | modifier les données · modifier les données |
| Arrodets                | 65034      | Occitanie                  | Hautes-Pyrénées       | 0,98             | 23 (2022)                         | 23                 | modifier les données · modifier les données |
| Mauzun                  | 63216      | Auvergne-Rhône-Alpes       | Puy-de-Dôme           | 0,99             | 132 (2022)                        | 133                | modifier les données · modifier les données |
| Pailhac                 | 65354      | Occitanie                  | Hautes-Pyrénées       | 0,99             | 83 (2022)                         | 84                 | modifier les données · modifier les données |
| Gembrie                 | 65193      | Occitanie                  | Hautes-Pyrénées       | 1,00             | 91 (2022)                         | 91                 | modifier les données · modifier les données |